# Futebol Clube de Vizela
El Futebol Clube de Vizela és un club de futbol portuguès amb seu a Vizela, districte de Braga. Fundat l'any 1939, actualment juga a la Liga Portugal Bwin, i juga els partits a casa a l'Estádio do Futebol Clube de Vizela, amb una capacitat per a 6.100 espectadors.

## Història
Vizela es va unir a l'Associació de Futbol de Braga l'1 d'agost de 1940. Vint-i-sis anys després va arribar el primer trofeu, amb la conquesta de la Taça de Campeão Nacional després de derrotar el Tramagal Sport União (5–3). El club va passar la gran majoria dels seus primers anys al Campeonato de Portugal.
L'any 1984, el Vizela va ascendir per primera vegada a la seva història a la Primera Lliga, però aquest període només va durar una temporada, i el club va ocupar l'últim lloc. Poc després, l'equip va tornar a estar al tercer nivell, només va tornar als anys 2000.
De nou a la categoria de plata del futbol portuguès, Vizela va acabar tercer la temporada 2007-08, quedant-se a només un punt d'una promoció. L'any següent, va acabar en 10a posició, però va baixar a causa de l'escàndol d'Apito Dourado; Durant uns quants anys, el club va actuar com a equip filial del SC Braga.
El maig de 2021, el club va ocupar el segon lloc a la Liga Portugal 2 2020-21 per ascendir a la Primeira Liga per primera vegada en la història del club des de 1985 després d'una absència de 36 anys.

## Aparicions
- Primera Lliga: 1
- Segon nivell: 4
- Segona Divisió: 28
- Tercera Divisió: 14
- Taça de Portugal: 38
- Taça da Liga (Copa de la Lliga): 1